# BUCK-TICK

BUCK-TICK은 1983년 군마현 후지오카시에서 결성된 일본의 록 밴드이다. 리드 보컬리스트 사쿠라이 아츠시, 리드 기타리스트 이마이 히사시, 리듬 기타리스트 호시노 히데히코, 베이시스트 히구치 유타카, 드러머 톨 야가미의 고전적인 라인업은 1985년부터 2023년까지 지속되었다. 그해 사쿠라이가 사망한 후 이마이와 호시노는 리드 보컬을 공유하기 시작했다. 이 밴드는 펑크 록, 고딕 록, 인더스트리얼 록을 포함하여 40년 동안 다양한 음악 장르를 실험했다. BUCK-TICK은 일반적으로 비주얼계 운동의 주요 창시자 중 한 명으로 평가받는다.
이 밴드는 2023년 기준 23개의 스튜디오 앨범과 43개의 싱글을 발표했으며, 거의 모두 일본 오리콘 차트에서 상위 10위와 20위에 올랐다. BUCK-TICK은 1987년에 데뷔 인디 앨범과 메이저 스튜디오 앨범을 모두 발매했고, 이듬해에 앨범 Seventh Heaven(3위)과 싱글 "Just One More Kiss"로 획기적인 성공을 거두었다. 1989년에 Taboo가 그들의 첫 1위 앨범이 되었다. 그 후로 거의 대부분이 차트 1위를 차지한 여러 성공적인 앨범이 이어졌다. 아쿠노하가(1990, 동명의 노래가 포함되었고 밴드의 유일한 1위 싱글임), 쿠루타 타이요(1991), Darker Than Darkness: Style 93(1993), Six/Nine(1995), 리믹스 앨범 Hurry Up Mode(1990 Mix)와 컴필레이션 앨범 Koroshi no Shirabe: This Is Not Greatest Hits(1992)가 있다.
BUCK-TICK은 1990년대 중반에 상업적으로 정점에 도달했지만(Billboard에서 "최고의 록 아티스트"라는 별칭을 얻었을 때), 비주얼계 운동의 다른 아티스트들과 달리 활동을 중단하거나 잊혀지지 않았다. 이 밴드는 그 후 수십 년 동안 정기적으로 투어와 녹음을 계속했고, 아루이와아나키(2014)와 이조라(2023) 사이의 마지막 5개 스튜디오 앨범은 모두 오리콘과 빌보드 재팬 차트에서 상위 6위에 올랐다.

## 음반
- Hurry Up Mode (1987)
- Sexual XXXXX! (1987)
- Seventh Heaven (1988)
- Taboo (1989)
- Aku no Hana (1990)
- Kurutta Taiyou (1991)
- Darker Than Darkness: Style 93 (1993)
- Six/Nine (1995)
- Cosmos (1996)
- Sexy Stream Liner (1997)
- One Life, One Death (2000)
- Kyokutou I Love You (2002)
- Mona Lisa Overdrive (2003)
- Juusankai wa Gekkou (2005)
- Tenshi no Revolver (2007)
- Memento Mori (2009)
- Razzle Dazzle (2010)
- Yume Miru Uchuu (2012)
- Arui wa Anarchy (2014)
- Atom Miraiha No.9 (2016)
- No.0 (2018)
- Abracadabra (2020)
- Izora (2023)
- Subrosa (2024)